# Monophyllus
Monophyllus — рід родини листконосові (Phyllostomidae), ссавець ряду лиликоподібні (Vespertilioniformes, seu Chiroptera).

## Опис
Довжина голови і тіла від 50 до 80 мм, хвіст 4—16 мм, довжина передпліччя від 35 до 45 мм, вага M. redmani 8—13 гр, M. plethodon 12.5—17.2 гр. Шерсть коротка. Забарвлення тіла варіює від коричневого до сірувато-коричневого, черевна частина іноді більш ясна. Морда довга і вузька. Вуха маленькі, круглі і окремі. Зубна формула: 2/2, 1/1, 2/3, 3/3 = 34.

## Поширення
Населяє Кариби. 

## Звички
Сідала лаштує в печерах. Їсть фрукти і нектар, можливо також комах.